# Osjaków (gemeente)
De gemeente Osjaków is een landgemeente in het Poolse woiwodschap Łódź, in powiat Wieluński.
De zetel van de gemeente is in Osjaków.
Op 30 juni 2004 telde de gemeente 4743 inwoners.

## Oppervlakte gegevens
In 2002 bedroeg de totale oppervlakte van gemeente Osjaków 100,74 km², waarvan:
- agrarisch gebied: 58%
- bossen: 36%

De gemeente beslaat 10,86% van de totale oppervlakte van de powiat.

## Administratieve plaatsen (sołectwo)
Borki Walkowskie, Chorzyna, Czernice, Dębina, Dolina Czernicka, Drobnice, Felinów, Gabrielów, Jasień, Józefina, Kolonia Raducka, Krzętle, Kuźnica Ługowska, Kuźnica Strobińska, Nowa Wieś, Osjaków, Raducki Folwark, Raduczyce, Walków.

## Demografie
Stand op 30 juni 2004:
| Omschrijving                   | Totaal | Totaal | Vrouwen | Vrouwen | Mannen | Mannen |
| ------------------------------ | ------ | ------ | ------- | ------- | ------ | ------ |
| eenheid                        | aantal | %      | aantal  | %       | aantal | %      |
| inwoners                       | 4743   | 100    | 2390    | 50,4    | 2353   | 49,6   |
| bevolkingsdichtheid (inw./km²) | 47,1   | 47,1   | 23,7    | 23,7    | 23,4   | 23,4   |

In 2002 bedroeg het gemiddelde inkomen per inwoner 1367,27 zł.

## Aangrenzende gemeenten
Kiełczygłów, Konopnica, Ostrówek, Rusiec, Siemkowice, Wieluń, Wierzchlas